# 빌호

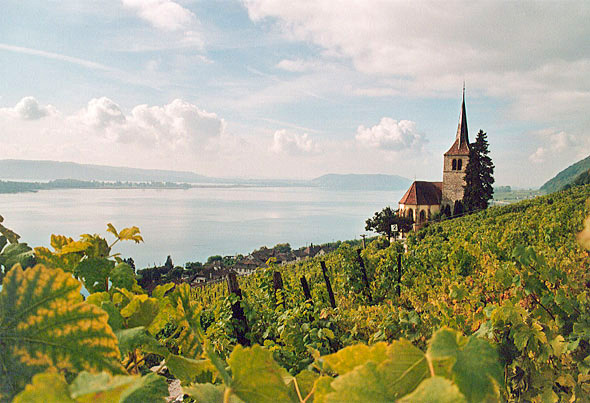
빌호

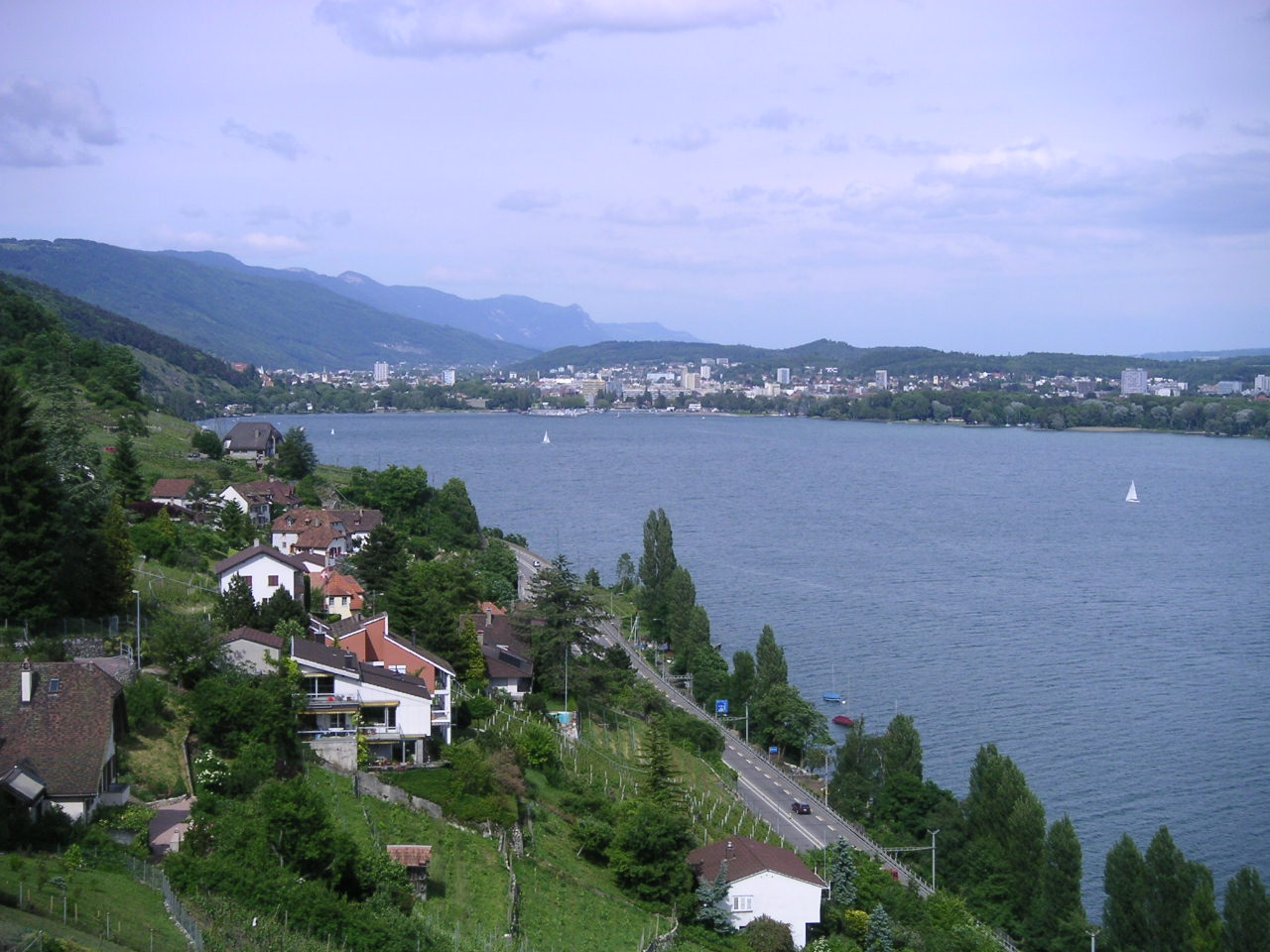
빌/비엔에서 본 빌호

빌호(독일어: Bielersee) 또는 비엔호(프랑스어: Lac de Bienne)는 스위스 서부 베른주에 위치한 호수로 최대 길이는 15km, 최대 너비는 4.1km, 수면적은 39.3km2, 최대 수심은 74m, 수면 높이는 429m이다.
뇌샤텔호, 무르텐호에 이어 스위스령 쥐라산맥에 위치한 호수로는 3번째로 큰 호수이다. 빌호와 접한 주요 도시로는 빌/비엔이 있다. 스위스의 독일어권 지역과 프랑스어권 지역 간의 경계 지점에 위치한다.